# Добар посао у Италији
Добар посао у Италији (енгл. The Italian Job) енглеска је криминалистичка филмска комедија у поджанру пљачкашки филм из 1969. године у режији Питера Колинсона.
Чарли је управо изашао из затвора када сазна за неуспели покушај свог пријатеља да изврши пљачку у Италији. Сада када му је мафија за петама, он намерава да сам обави посао.

## Радња
У средишту филма је млади преварант и беспрекорни лопов Чарли Крокер (Мајкл Кејн), који је управо изашао из затвора. Чим је изашао, упознаје удовицу свог бившег колеге и пријатеља Роџера Бекермана (Брази), који је управо погинуо у наводној саобраћајној несрећи. Она му предаје планове за пљачку коју је Бекерман планирао, а која је привукла пажњу мафије, са фаталним исходом. План се састоји од крађе пошиљке од четири милиона долара у злату из кинеских банака која је ишла за Торино, где је требало да се искористе за плаћање компаније Фиат за омогућавање производње њених модела аутомобила у Кини.
Крокер одлучује да настави са планом свог пријатеља упркос ризицима и почиње да окупља одговарајући бенд за то. Прво улази у затвор да разговара са господином Бриџером (Ноел Кауард), криминалним идејом који наставља да контролише своје послове из затвора. Захваљујући њиховој помоћи, Крокер успева да окупи компјутерског стручњака професора Пича (Бени Хил), техничара за електронику Биркиншоа (Фред Емни) и неколико возача спремних за бекство. План се састоји од тога да Пич зарази компјутеризовани систем контроле саобраћаја града Торина, стварајући тако саобраћајну гужву која спречава полицију да их гони након пљачке. Лопови ће, пак, возити три мини која ће им омогућити да се лакше крећу и побегну.
Друга половина филма приказује спровођење ових планова. Шеф Алтабани (Раф Валоне) чека их када стигну у Италију како би их спречио да покушају да наставе са пљачком. Уместо да убије Крокера, он уништава два Јагуара која га прате и гура Крокеров Астон Мартин у јаругу. Ово не спречава Крокера, који наређује Пичу да убаци корумпирани софтвер у систем за контролу саобраћаја, а Биркиншоа да замени надзорне камере на путу за бекство. Остатак банде брзо окружује конвој, елиминише чуваре и приступа оклопном комбију са златом.
Након пљачке, банда ставља злато у Миније, и бежи преко Виа Рома, преко крова Палацо а Вела, кроз пробни круг Фиатове чувене фабрике Лингото, па чак и низ степенице цркве Гран Мадре ди Дио док одржава се свадба. Коначно успевају да побегну кроз градске цеви, доводећи полицију у заблуду. Банда прославља свој успех у аутобусу који их све превози у Швајцарску, када грешка возача доведе до тога да слети са пута, остављајући га виси изнад провалије. Филм се завршава тако што Крокер покушава да се задржи за злато, које прети да падне у празнину, а да ми не знамо да ли ће успети или ће сви на крају пасти са литице. Видевши ово Чарли Крокер им каже: „Држите се момци, имам идеју!” (енг. Hang on lads — I've got an idea!).